# Wapen van Affligem

Het wapen van Affligem sinds 1991.

Het Wapen van Affligem is het heraldisch wapen van de Belgische gemeente Affligem. Het wapen werd toegekend op 25 september 1991.

## Geschiedenis
Toen de nieuwe gemeente Affligem werd gecreëerd door de samenvoeging van Essene, Hekelgem en Teralfene, die geen van allen een eigen, officieel wapen bezaten, werd er ook een nieuw gemeentewapen gemaakt. Hiervoor greep men terug op zegels van Hof Ter Saele, de schepenbank van het gehucht Affligem uit 1434 en 1554. De fleur-de-lis en rozen verwijzen naar Maria en de sleutel verwijst naar de sleutels van Petrus. De kleuren zijn ontleend aan die van de abdij van Affligem: zilver op keel.

## Blazoen
Het huidige wapen heeft de volgende blazoenering:
In keel een lelie met twee uitkomende gesteelde rozen, begeleid rechts van een gesteelde en gebladerde roos en een abtsstaf, links van een omgewende sleutel en een gesteelde en gebladerde roos, alles van zilver.— Ministerieel Besluit (25 september 1991).